# Llista d'escriptors grecs
A continuació es presenta una llista dels escriptors grecs més destacats de l'època clàssica.
| Índex A B C D E F G H I J K L M N O P Q R S T U V W X Y Z |

## A
- Acestòrides (escriptor)
- Acusilau d'Argos
- Adeu de Macedònia
- Adrant
- Adrià (escriptor)
- Agal·lis
- Agatàngelos
- Agatàrquides
- Agatàrquides de Samos
- Agatèmer
- Àgies d'Argos
- Agis
- Agresfont
- Agàclit
- Agató d'Atenes
- Agató de Samos
- Agàtocles d'Àtrax
- Agàtocles de Milet
- Agàtocles de Quios
- Agàtocles de Samos
- Alcífron
- Alexandre Mindi
- Alexandre d'Afrodísies
- Alexandre de Paphius
- Alexandre el gramàtic
- Corneli Alexandre Polihistor
- Alipi d'Alexandria
- Amarant d'Alexandria
- Ambrosi
- Amfíloc d'Atenes
- Ammià
- Ammonià
- Ammoni (fill d'Hèrmies)
- Ammoni d'Alexandria (deixeble d'Aristarc)
- Ammoni d'Alexandria (filòsof cristià)
- Ammoni el Gramàtic
- Amèries de Macedònia
- Anacarsis
- Anaxícrates
- Andreas (escriptor)
- Andrisc (escriptor)
- Andró d'Efes
- Andró de Teos
- Andròmac (escriptor)
- Amòmet
- Antileont
- Antisti (escriptor)
- Antoní Liberal
- Antífanes de Berga
- Antífil de Bizanci
- Antígon (escriptor)
- Antígon (escultor)
- Antígon d'Alexandria
- Antígon de Carist
- Antígon de Cumes
- Antíoc (monjo)
- Antíoc d'Alexandria
- Antípatre d'Acant
- Apió
- Apol·lodor d'Artemita
- Apol·lodor de Cirene
- Apol·lodor de Cumes
- Apol·lodor de Lemnos
- Apol·lodor de Tars
- Apol·lodor de Termessos
- Apol·lodor el Gramàtic
- Apol·loni Díscol
- Apol·lònides Orapi
- Apol·lònides de Nicea
- Aqueu de Siracusa
- Arcadi d'Antioquia
- Aristarc d'Alexandria
- Aristarc el cronògraf
- Aristenet (escriptor de cartes)
- Aristenet (escriptor)
- Aristides d'Atenes (escriptor)
- Aristides de Milet
- Aristocreont
- Aristodem d'Elis
- Aristodem de Nisa el vell
- Aristàgores d'Egipte
- Aristòcrates (escriptor)
- Aristòfanes de Beòcia
- Aristòfanes de Bizanci
- Aristòfanes de Mal·los
- Aristòmac (escriptor)
- Aristòmenes (actor)
- Aristòmenes (escriptor)
- Aristonic d'Alexandria
- Aristonic de Tarant
- Aristòtil de Cirene
- Aristó (dramaturg)
- Aristó de Pel·la
- Armeni (religiós)
- Arquèmac d'Eubea
- Arquibi d'Alexandria
- Àrquies d'Alexandria
- Arquimedes de Tral·les
- Arquip d'Atenes
- Artemidor Aristofani
- Artemidor Daldià
- Artemó de Cassandria
- Artemó de Clazòmenes
- Artemó de Magnèsia
- Artemó de Milet
- Arístocles de Rodes
- Asclepi (escriptor)
- Asclepiòdot Tàctic
- Asclepiòdot d'Alexandria
- Asclepíades (escriptor)
- Asclepíades d'Anazarbe
- Asclepíades de Tràgil
- Astíages (escriptor)
- Astínom
- Ateneu de Nàucratis
- Atènocles de Cízic

## B
- Baqueu de Tanagra o Baqui (Baccheius)
- Baqueu el Vell
- Bafi (Baphius)
- Barsanufi (Barsanuphius)
- Basilides (gramàtic)
- Basilides (bisbe), bisbe de la Pentàpolis i escriptor
- Basilis
- Bestes
- Bió de Soli
- Bitó
- Mateu Blastares (Matthaeus Blastares)
- Josep Brienni
- Manuel Brienni
- Butòrides

## C
- Càl·lies de Mitilene
- Cal·lidem
- Cal·liopi
- Cal·lixen de Rodes
- Cal·lidem
- Cal·liopi
- Cal·lístrat (escriptor)
- Caristi
- Caríceides
- Cassi Iatrosofista
- Càstor (escriptor)
- Cecili d'Argos
- Cefaló
- Cefisodor (orador)
- Claudi Juli
- Clearc de Solos
- Cleòmenes (escriptor)
- Cleó de Sicília
- Clitarc d'Egina
- Clitofó
- Constantí Sícul
- Conó (escriptor)
- Corneli Alexandre Polihistor
- Crates de Mal·los
- Creó
- Criserm de Corint
- Crisilp (escriptor d'agricultura)
- Crisip de Capadòcia
- Crisip de Tiana
- Crisogó (cantant)
- Crispí (retòric)
- Crispí de Làmpsac
- Ctesifon (escriptor)

## D
- Dafites
- Dalió
- Damis de Nínive
- Damocaris
- Damogeró
- Damó de Bizanci
- Deinarc de Creta
- Demarat de Corint (escriptor)
- Demetri (Argolica)
- Demetri (escriptor)
- Demetri Púgil
- Demetri d'Adramítium
- Demetri d'Escepsis
- Demetri de Magnèsia
- Demetri de Trezene
- Demostrat (escriptor)
- Demàgores
- Demòcrit d'Efes
- Demòdames
- Demòstenes (escriptor)
- Dercil (escriptor)
- Dexip (escriptor)
- Dicearc de Lacedemònia
- Dictus Cretenc
- Dídim d'Alexandria (monjo)
- Dídim d'Alexandria el jove
- Dídim d'Alexandria el vell
- Didimarc
- Diet
- Diocles (escriptor)
- Diocles de Magnèsia
- Diocles de Rodes
- Diodor Periegetes
- Diodor Zonas
- Diodor d'Alexandria
- Diodor d'Antioquia
- Diodor d'Ascaló
- Diodor de Tars
- Diodor el jove
- Diodot d'Erètria
- Diofant d'Esparta
- Diofantes
- Diogenià de Cízic
- Diogenià de'Heraclea
- Diognet (escriptor)
- Dionisidor
- Dionís (fill de Trifó)
- Dionís (mestre de Plató)
- Dionís Ascalap
- Dionís Trax
- Dionís d'Alexandria (escriptor)
- Dionís d'Antioquia
- Dionís d'Atenes
- Dionís d'Heliòpolis
- Dionís de Bizanci
- Dionís de Carax
- Dionís de Colofó (escriptor)
- Dionís de Faselis
- Dionís de Sidó
- Dionís l'Areopagita
- Dionísodor de Trezene
- Dios (escriptor)
- Dioscòrides (escriptor grec)
- Dioscòrides (metge)
- Dioscòrides Pedaci
- Dioscòrides Pigós
- Diòclides d'Abdera
- Diòfanes de Nicea
- Diògenes (escriptor)
- Diògenes de Rodes
- Diòmedes (escriptor sobre Homer)
- Diòmedes (escriptor)
- Diòtim (escriptor)
- Diòtim d'Adramítium
- Dorió (escriptor)
- Doroteu d'Ascaló
- Doroteu de Caldea
- Dositeu Magister
- Apóstolos Doxiadis
- Dracó d'Estratonicea
- Dífil (escriptor)

## E
- Eli Harpocració
- Eli Herodià
- Elies de Carax
- Elià Tàctic
- Odysseus Elytis
- Emilià de Nicea
- Emmanuïl Roïdis
- Enees Tàctic
- Epenet
- Epicles
- Epifani I de Constància
- Epifani d'Alexandria
- Epiterses
- Epígenes de Bizanci
- Erotià
- Èsquil
- Etli de Samos
- Eubeu
- Èucrates (escriptor)
- Eudem (escriptor d'astronomia)
- Eudem (escriptor)
- Eudemó de Pelúsion
- Euforió de Calcis
- Eufranor (escriptor)
- Eufrònides de Corint
- Eumac de Neàpolis
- Eupiti
- Eupolem (escriptor)
- Eutidem (escriptor)
- Eutiques (escriptor)
- Euxè (escriptor)
- Evalces
- Ezequiel (escriptor grec)

## G
- Gemin de Rodes
- Geràsim
- Glauc (geògraf)
- Glaucó (escriptor)
- Glaucó (rapsodista)
- Glaucó de Tars
- Glaucó de Teos

## H
- Hagnó de Tars
- Valeri Harpocració
- Harpocració de Mendes
- Hefestió (escriptor)
- Hegesandre
- Hegesí (escriptor)
- Heliodor (escriptor segle I aC)
- Heliodor (escriptor)
- Heliodor d'Emesa
- Heliodor de Larissa
- Hel·ladi Bizantí
- Hel·ladi d'Alexandria
- Hel·lànic (escriptor)
- Hel·lànic de Mitilene
- Heracleó d'Egipte
- Hermas
- Hermip de Beirut
- Hermolaos de Constantinoble
- Hermonax
- Hermàpies
- Hermòcrates d'Iasos
- Heràclides d'Alexandria
- Heràclit (escriptor)
- Hèrmies (escriptor)
- Heròdor (escriptor)
- Heròdor d'Heraclea
- Heròdot (escriptor)
- Heròdot d'Olofix
- Heró (mestre de Procle)
- Heró d'Efes
- Hesiqui Taquígraf
- Hesiqui d'Alexandria
- Hesiqui de Constantinoble
- Hesiqui de Jerusalem
- Hèsties
- Hicesi (escriptor)
- Hierax (escriptor)
- Hierax (heretge)
- Hièrocles (escriptor)
- Hieró (escriptor)
- Hiparc (escriptor)
- Hiperequi d'Alexandria
- Hípies de Delos
- Hípies de Tassos
- Hiponax (escriptor)
- Hipàgores
- Hipòbot
- Hipòcrates (escriptor)
- Hipòstrat (escriptor)
- Homer
- Homer Sel·li
- Horapol·lo
- Horus (escriptor)

## I
- Iambul
- Iatrocles
- Ireneu d'Alexandria
- Isigò de Nicea
- Isop
- Ister de Calatis
- Istòmac
- Iàmblic de Babilònia

## J
- Jasó de Bizanci
- Joan Carax
- Joan Deixeble d'Epifani
- Joan Josep
- Joan Marc (escriptor grec)
- Joan Protopatari
- Joannes Kàrpathos
- Julià (gramàtic)

## K
- Joannes Kàrpathos
- Konstandinos Petru Kavafis

## L
- Lesbonax (escriptor)
- Leurípides de Calamata
- Leònides de Bizanci
- Líceas de Nàucratis
- Lisimàquides
- Lisànies de Cirene
- Lisímac d'Alexandria
- Leont l'Acadèmic
- Longus
- Llucià
- Llucià Pasifó
- Lucil·li de Tarra
- Luperc de Beirut
- Lisip de l'Epir

## M
- Macareu (escriptor)
- Macari Escriptor de Martiris
- Macari Magnes
- Macrobi (gramàtic)
- Manecme d'Alopeconnès
- Manecme de Sició
- Manuel Calecas
- Marc Metti Epafrodit
- Marc de Gaza
- Matrees
- Matró de Pitana
- Megastenes
- Melamp (escriptor)
- Meleci d'Azimis
- Melisandre
- Meris
- Metrobi
- Metròdor (escriptor)
- Metròdor de Làmpsac
- Metròfanes d'Eucàrpia
- Metròfanes de Lebàdia
- Miccíades
- Mironià
- Mnasees de Beirut
- Mnasees de Patara
- Molpis (escriptor)
- Mosc (poeta)
- Mosquió (escriptor segle II)
- Mosquió (escriptor segle III aC)
- Museu (escriptor)
- Màrsies de Filips
- Màxim de Tir
- Mèril
- Mítec

## N
- Nemesi d'Emesa
- Neofró
- Neoptòlem de Milet
- Neoptòlem de Paros
- Neòfit
- Nicandre de Tiatira
- Nicerat (escriptor)
- Nicolau de Laodicea
- Nicànor (escriptor)
- Nicànor (gramàtic)
- Nicòbula
- Nicòmac (fill d'Aristòtil)
- Nicòstrat (autor tràgic)
- Nicòstrat de Trebisonda
- Nícies (escriptor)
- Nícies de Cos (gramàtic)
- Nícies de Nicea

## O
- Onàs
- Onosandre
- Oppià
- Orió d'Alexandria
- Orió de Tebes
- Orus de Milet

## P
- Palamedes (gramàtic)
- Palefat d'Egipte
- Palefat de Paros
- Paneci de Rodes
- Parmenisc (gramàtic)
- Parteni (gramàtic)
- Parteni de Nicea
- Patrici Ararsi
- Pau d'Alexandria
- Paule Gemine
- Pausànies
- Pires
- Pitees de Massília
- Pitocles de Samos
- Platoni
- Plutarc de Queronea
- Plutarc el Jove
- Polemó (escriptor)
- Poliè el Macedoni
- Policarm (escriptor)
- Corneli Alexandre Polihistor
- Possis
- Proculeu
- Promàtides
- Protagorides
- Pseudo-Apol·lodor
- Pàmfil (filòsof)
- Pàmfil d'Alexandria
- Pàmfil de Nicòpolis
- Pàxam
- Píndar

## R
- Rodó
- Ruf (escriptor)

## S
- Sant Pàpies
- Seleuc d'Alexandria
- Sem (gramàtic)
- Sever Retòric
- Simarist
- Simó Hippiàtric
- Sofroni (escriptor)
- Sofró
- Sorà de Cos
- Sosibi d'Esparta
- Sosícrates Fanagorites
- Sotèrides
- Sòcrates Escolàstic
- Sòcrates de Cos
- Sòfocles
- Sòpater d'Apamea el Jove
- Sòpater d'Apamea el Vell
- Sòpater de Pafos
- Sòstrat de Fanagòria

## T
- Tacià
- Temistàgores
- Temistògenes
- Teodor Gramàtic
- Teodor de Samotràcia
- Teodosi d'Alexandria
- Teognis (escriptor)
- Teognost
- Teàgenes (escriptor)
- Teàgenes de Règion
- Tèlef de Pèrgam
- Teó (escriptor)
- Teó (gramàtic)
- Teocrest
- Teotim (historiador)
- Tiberi (filòsof)
- Timarc de Rodes
- Timeu Sofista
- Timocles de Siracusa
- Timolau de Larissa
- Timoteu (escriptor)
- Timòstenes
- Tirannió d'Amisos
- Tirannió de Fenícia
- Tirannió de Messènia
- Trifiodor
- Trifó d'Alexandria (gramàtic)

## U
- Ulpià d'Antioquia
- Ulpià d'Emesa
- Urani (escriptor)

## V
- Valeri Harpocració

## X
- Xenòcrates (escriptor militar)
- Xenòcrates (escriptor)
- Xenofont
- Xenofont (escriptor)
- Xenofont d'Antioquia
- Xenofont d'Efes
- Xenofont de Làmpsac
- Xenofont de Xipre

## Z
- Zeneu
- Zenó de Mindos
- Zenobi (escriptor)
- Zenòdot d'Alexandria
- Zenòfanes
- Zoilos d'Amfípolis
- Zopirió